# ジョン・チェットウィンド (第2代チェットウィンド子爵)
第2代チェットウィンド子爵ジョン・チェットウィンド（英語: John Chetwynd, 2nd Viscount Chetwynd、1680年頃 – 1767年6月21日）は、イギリスの政治家、外交官、アイルランド貴族。

## 生涯
ジョン・チェットウィンド（1643年頃 – 1702年12月9日）とルーシー・ローン（Lucy Roane、1738年2月28日没、ロバート・ローンの娘）の息子として、1680年頃に生まれた。
1699年から1701年までパリ駐在大使の第4代マンチェスター伯爵チャールズ・モンタギューの秘書を務めた後、1702年にランカスター公領収入役に任命され（1718年まで在任）、1703年頃にトリノに転じ、1706年から1710年までトリノ駐在公使を務めた。
1714年にジョージ1世が即位すると下級商務卿（Lord of Trade）に任命された。クーパー男爵夫人メアリー・クーパーによると、この任命はゾフィア・シャルロッテ・フォン・キールマンゼックの影響力があってのことであり、チェットウィンドは頭金500ギニーと（下級商務卿に在任している限り）毎年200ポンドを支払わなければならなかったという。翌年の総選挙では与党の候補としてセント・モーズ選挙区で出馬、当選を果たした。1717年から1718年までスペイン駐在公使を務めた後、1722年イギリス総選挙でストックブリッジ選挙区に鞍替えして再選した。
1727年にジョージ2世が即位すると、兄ウォルターと弟ウィリアム・リチャードは官職を失って野党に転じたが、ジョンは留任した上で同年の総選挙で再選した。しかし、翌年に初代ニューカッスル公爵トマス・ペラム＝ホールズにより下級商務卿を解任され、代わりに第3代準男爵サー・トマス・フランクランドが就任した。これにより野党に転じることを決意した。1734年イギリス総選挙では出馬しなかったが、1738年の補欠選挙でスタッフォード選挙区から出馬して当選した。首相ロバート・ウォルポールが辞任した後も野党に留まったが、1744年末に初代ゴア伯爵ジョン・ルーソン＝ゴアとともに与党支持に転じ、1747年イギリス総選挙をもって議会から引退した。
1736年2月21日に兄ウォルターが死去すると、チェットウィンド子爵の特別残余権（special remainder）に基づき子爵位を継承した。1755年にはグレートブリテン貴族への叙爵をジョージ2世に求めたが叶わなかった。
1752年にインゲストリなどスタッフォードシャーの領地を娘キャサリンに残すよう準備した後、1767年6月21日に死去、インゲストリで埋葬された。2人の息子に先立たれたため、弟ウィリアム・リチャードが爵位を継承した。

## 家族
1716年頃にエスター（Esther、1739年2月21日没）という名前の女性と結婚、2男2女をもうけた。
- ジョン（1720年頃 – 1741年5月30日）
- キャサリン（1722年9月13日 – 1785年1月20日） - 1748年、ジョン・タルボット（英語版）（1756年9月23日没、初代タルボット男爵チャールズ・タルボットの息子）と結婚、子供あり
- フランシス（1805年没）
- ウィリアム・リチャード（1731年? – 1765年） - 1753年3月13日、エリザベス・ウォラストン（Elizabeth Wollaston、ウィリアム・ウォラストン（英語版）の娘）と結婚、1女をもうけた